# A New Career in a New Town (1977-1982)
A New Career in a New Town (1977–1982) è un cofanetto box set del cantautore britannico David Bowie pubblicato il 29 settembre 2017.
Il cofanetto, terzo nella serie retrospettiva dedicata alla carriera di Bowie, è principalmente incentrato sul periodo della cosiddetta "trilogia di Berlino". Il materiale proviene dal 1977 al 1982 e il cofanetto è uscito in versione da 11 CD e da 13 LP in vinile. Esclusive del box set sono una nuova versione dell'album Lodger (1979), remixata dal produttore Tony Visconti; Re:Call 3, una nuova compilation di brani rari, versioni alternative, e singoli non estratti da album; l'EP Baal per la prima volta in formato CD; e un altro EP intitolato "Heroes", dove sono presenti versioni della suddetta canzone in tedesco e francese.
Inoltre, il cofanetto include versioni rimasterizzate dei dischi Low, "Heroes", Lodger (nel missaggio originale), Stage (versione originale del 1978 e versione 2005 rimasterizzata nel 2017), e Scary Monsters (and Super Creeps).
Il box set è completato da un libro fotografico con foto di Anton Corbijn, Helmut Newton, Andrew Kent, Steve Schapiro, Brian Duffy, e molti altri, recensioni dell'epoca dei vari album, e note tecniche da parte di Tony Visconti su ogni disco.

## Tracce
Tutti i brani sono opera di David Bowie, eccetto dove indicato diversamente.

### Low
1. Speed of Life – 2:47
2. Breaking Glass – 1:52 (Bowie, Murray, Davis)
3. What in the World – 2:23
4. Sound and Vision – 3:03
5. Always Crashing in the Same Car – 3:33
6. Be My Wife – 2:56
7. A New Career in a New Town – 2:53
8. Warszawa – 6:23 (Bowie, Eno)
9. Art Decade – 3:47
10. Weeping Wall – 3:28
11. Subterraneans – 5:39

### "Heroes"
1. Beauty and the Beast – 3:32
2. Joe the Lion – 3:05
3. "Heroes" (Bowie, Eno) – 6:07
4. Sons of the Silent Age – 3:15
5. Blackout – 3:50
6. V-2 Schneider – 3:10
7. Sense of Doubt – 3:57
8. Moss Garden (Bowie, Eno) – 5:03
9. Neuköln (Bowie, Eno) – 4:34
10. The Secret Life of Arabia (Bowie, Eno, Alomar) – 3:46

### "Heroes"EP
1. "Heroes" / "Helden"
2. "Helden"
3. "Heroes" / "Héros"
4. "Héros"

### Stage(versione originale 1978)
1. Hang On to Yourself – 3:26
2. Ziggy Stardust – 3:32
3. Five Years – 3:58
4. Soul Love – 2:55
5. Star – 2:31
6. Station to Station – 8:55
7. Fame (Bowie, Carlos Alomar, John Lennon) – 4:06
8. TVC 15 – 4:37
9. Warszawa (Bowie, Brian Eno) – 6:50
10. Speed of Life – 2:44
11. Art Decade – 3:10
12. Sense of Doubt – 3:13
13. Breaking Glass (Bowie, Davis, Murray) – 3:28
14. "Heroes" (Bowie, Brian Eno) – 6:19
15. What in the World – 4:24
16. Blackout – 4:01
17. Beauty and the Beast – 5:08

### Stage(versione 2005)
1. Warszawa (Bowie, Eno) – 6:50
2. "Heroes" (Bowie, Eno) – 6:19
3. What in the World – 4:24
4. Be My Wife – 2:35 bonus track
5. Blackout – 4:01
6. Sense of Doubt – 3:13
7. Speed of Life – 3:44
8. Breaking Glass (Bowie, Davis, Murray) – 3:28
9. Beauty and the Beast – 5:08
10. Fame (Bowie, Lennon, Alomar) – 4:06
11. Five Years – 3:58
12. Soul Love – 2:55
13. Star – 2:31
14. Hang On to Yourself – 3:26
15. Ziggy Stardust – 3:32
16. Art Decade (Bowie, Eno) – 3:10
17. Alabama Song (Brecht, Weill) – 4:00 bonus track
18. Station to Station – 8:55
19. Stay – 7:17 bonus track
20. TVC 15 – 4:37

### Lodger
1. Fantastic Voyage – 2:55
2. African Night Flight – 2:54
3. Move On – 3:16
4. Yassassin (Turkish for Long Live) – 4:10
5. Red Sails – 3:43
6. D.J. – 3:59 (Bowie, Eno, Carlos Alomar)
7. Look Back in Anger – 3:08
8. Boys Keep Swinging – 3:17
9. Repetition – 2:59
10. Red Money – 4:17 (Bowie, C. Alomar)

### Lodger(Tony Visconti 2017 mix)
1. Fantastic Voyage – 2:55
2. African Night Flight – 2:54
3. Move On – 3:16
4. Yassassin (Turkish for Long Live) – 4:10
5. Red Sails – 3:43
6. D.J. – 3:59 (Bowie, Eno, Carlos Alomar)
7. Look Back in Anger – 3:08
8. Boys Keep Swinging – 3:17
9. Repetition – 2:59
10. Red Money – 4:17 (Bowie, C. Alomar)

### Scary Monsters (and Super Creeps)
1. It's No Game (No. 1) – 4:15
2. Up the Hill Backwards – 3:13
3. Scary Monsters (and Super Creeps) – 5:10
4. Ashes to Ashes – 4:23
5. Fashion – 4:46
6. Teenage Wildlife – 6:51
7. Scream Like a Baby – 3:35
8. Kingdom Come (Tom Verlaine) – 3:42
9. Because You're Young – 4:51
10. It's No Game (No. 2) – 4:22

### Re:Call 3
1. "Heroes" (Single version)
2. Beauty and the Beast (Extended version)
3. Breaking Glass (Bowie, Davis, Murray) (Australian single version)
4. Yassassin (Single version)
5. DJ (Single version)
6. Alabama Song (Bertolt Brecht, Kurt Weill)
7. Space Oddity (Single version 1979)
8. Ashes to Ashes (Single version)
9. Fashion (Single version)
10. Scary Monsters (and Super Creeps) (Single version)
11. Crystal Japan
12. Under Pressure (Queen, Bowie) (Single version) (duetto con i Queen)
13. Cat People (Putting Out Fire) (Bowie, Giorgio Moroder) (Soundtrack album version)
14. Peace on Earth/Little Drummer Boy (Ian Fraser, Larry Grossman, Alan Kohan, Harry Simeone, K.K. Davis, Henry Onorati) (duetto con Bing Crosby)

David Bowie in Bertolt Brecht's Baal EP
1. Baal's Hymn (Brecht/Muldowney) – 4:02
2. Remembering Marie A (Tradizionale adatt. Brecht/Muldowney) – 2:07
3. Ballad of the Adventurers (Brecht/Muldowney) – 2:01
4. The Drowned Girl (Brecht/Weill) – 2:26
5. The Dirty Song (Brecht/Muldowney) – 0:38